# 特拉万卡 (葡萄牙)
特拉万卡是葡萄牙阿威罗区的一个堂区。总面积4.55平方公里，总人口1778人，人口密度390.8人/平方公里。